# لوسي دوادي
لوسي دوادي (بالفرنسية: Luce Douady)‏ (17 نوفمبر 2003 - 14 يونيو 2020 في إزار، فرنسا) متسلقة جبال فرنسية، فازت ببطولة العالم للشباب في عام 2019، وأحرزت الميدالية البرونزية على مستوى الكبار في بطولة الاتحاد الأوروبي للتسلق 2019.
توفيت دوادي عن عمر ناهز 16 عامًا بعد سقوطها من ارتفاع 150 مترا عند أحد المنحدرات المرتفعة في جبال الألب في إقليم إزار بفرنسا.

## روابط خارجية
- لوسي دوادي على موقع الاتحاد الدولي لرياضة التسلق (الإنجليزية)